# Lomaptera analoga
Lomaptera analoga är en skalbaggsart som beskrevs av Heller 1895. Lomaptera analoga ingår i släktet Lomaptera och familjen Cetoniidae. Inga underarter finns listade i Catalogue of Life.